# 梨花枪

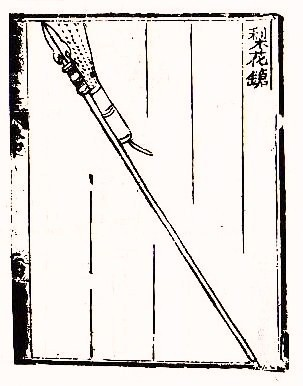
《火龍經》上的梨花鎗圖示。

梨花枪或稱梨花鎗，有兩種，一為長槍類型的冷兵器，一为槍矛和火筒的结合体的熱兵器。

## 冷兵器
宋代紅襖軍首領李全之妻楊妙真善梨花枪，曾對郑衍德說：「二十年梨花枪，天下无敌手。今事势已去，撑拄不行。」
戚继光《纪效新书·長槍總說》：“长枪之法，始於杨氏，谓之曰梨花，天下咸尚之。”

## 熱兵器
另一種說法是熱兵器的梨花鎗是明代的產物，雖在明代書籍上有記載來自宋朝但也只是明人的附會，而梨花一詞是形容楊妙真的槍法敏捷多變。
梨花槍的槍桿處綁一竹筒(如圖)，內裝火藥，竹筒後方裝引信，點燃後，竹筒內火藥燃燒，噴出火花，使敵人灼傷，火花噴出後散落的樣子酷似梨花紛飛，故命曰梨花槍。